# Grecia ottomana
La maggior parte delle aree che oggi si trovano all'interno dei confini della Grecia moderna erano sotto il controllo dell'Impero Ottomano. Questo periodo di dominio ottomano in Grecia, che dura dalla metà del XV secolo fino alla vittoriosa guerra d'indipendenza greca scoppiata nel 1821 e alla proclamazione della prima Repubblica ellenica nel 1822, è noto in greco come Tourkokratia. Alcune regioni, tuttavia, come le isole ioniche, vari possedimenti veneziani temporanei dello Stato da Mar, o la penisola di Mani nel Peloponneso non entrarono a far parte dell'amministrazione ottomana, sebbene quest'ultima fosse sotto la sovranità ottomana.
L'Impero Romano d'Oriente, il residuo dell'antico Impero Romano che governò la maggior parte del mondo di lingua greca per oltre 1100 anni, era stato fatalmente indebolito dal saccheggio di Costantinopoli da parte dei crociati latini nel 1204. L'avanzata ottomana in Grecia fu preceduta dalla vittoria sui serbi a nord. In primo luogo, gli ottomani vinsero la Battaglia della Marizza nel 1371. Le forze serbe furono quindi guidate dal re Vukašin di Serbia, padre del principe Marko e co-reggente dell'ultimo imperatore della dinastia serba dei Nemanjić. Questo fu seguito dalla battaglia del Kosovo del 1389.
Senza ulteriori minacce da parte dei serbi, gli ottomani assediarono e presero Costantinopoli nel 1453 e poi avanzarono verso sud in Grecia, conquistando Atene nel 1458. I greci resistettero nel Peloponneso fino al 1460, e veneziani e genovesi si aggrapparono ad alcune delle isole, ma all'inizio del XVI secolo tutta la Grecia continentale e la maggior parte delle isole dell'Egeo erano in mano ottomana, escluse diverse città portuali ancora detenute dai veneziani. Le montagne della Grecia erano in gran parte incontaminate ed erano un rifugio per i greci che desideravano fuggire dal dominio ottomano e impegnarsi nella guerriglia.
Le isole Cicladi, nel mezzo dell'Egeo, furono ufficialmente annesse dagli Ottomani nel 1579, sebbene fossero sotto lo status di vassallo dagli anni '30 del Cinquecento. Cipro cadde nel 1571 e i veneziani mantennero Creta fino al 1669. Le Isole Ionie non furono mai governate dagli ottomani e rimasero sotto il dominio della Repubblica di Venezia. Fu proprio nelle Isole Ionie che nacque la moderna identità greca, con la creazione della Repubblica delle Sette Isole nel 1800.
La Grecia ottomana era una società multietnica. Tuttavia, il sistema ottomano dei millet non corrispondeva alla moderna nozione occidentale di multiculturalismo. Ai greci furono concessi alcuni privilegi e libertà, ma soffrivano per via delle pratiche scorrette del suo personale amministrativo su cui il governo centrale aveva solo un controllo remoto e incompleto. Nonostante avessero perso la loro indipendenza politica, i greci rimasero dominanti nei settori del commercio e degli affari. Il consolidamento del potere ottomano nel XV e XVI secolo rese il Mediterraneo sicuro per la navigazione e gli armatori greci divennero i vettori marittimi dell'Impero, realizzando enormi profitti. Dopo la sconfitta ottomana nella battaglia di Lepanto, tuttavia, le navi greche divennero spesso bersaglio di feroci attacchi da parte dei pirati cattolici.
Questo periodo di dominio ottomano ha avuto un profondo impatto nella società greca. L'aristocrazia terriera greca che tradizionalmente dominava l'Impero bizantino subì un tragico destino e fu quasi completamente distrutta. La nuova classe dirigente nella Grecia ottomana erano i prokritoi chiamati Kocabaṣi dagli ottomani. I prokritoi erano essenzialmente burocrati ed esattori delle tasse e si guadagnarono una reputazione negativa per corruzione e nepotismo. D'altra parte, i fanarioti divennero importanti nella capitale imperiale di Costantinopoli come uomini d'affari e diplomatici, e nella Chiesa greco-ortodossa.

La "Battaglia di Lepanto" (1571) impedì agli ottomani di espandersi ulteriormente

## Espansione Ottomana
Dopo la caduta di Costantinopoli ad opera degli ottomani nel 1453, il Despotato della Morea fu l'ultimo residuo dell'impero bizantino a resistere agli ottomani. Tuttavia, cadde in mano agli Ottomani nel 1460, completando la conquista della Grecia continentale.
Mentre la maggior parte della Grecia continentale e delle isole dell'Egeo erano sotto il controllo ottomano entro la fine del XV secolo, Cipro e Creta rimasero territorio veneziano e non caddero rispettivamente agli ottomani fino al 1571 e 1670. L'unica parte del mondo di lingua greca che sfuggì al dominio ottomano furono le Isole Ionie, che rimasero veneziane fino al 1797. Corfù resistette a tre grandi assedi nel 1537, 1571 e 1716 che portarono tutti al respingimento degli ottomani.
Altre aree che rimasero parte dello Stato da Màr veneziano includono Nauplia e Malvasia fino al 1540, il Ducato dell'Arcipelago, centrato sulle isole di Naxos e Paro fino al 1579, Sifnos fino al 1617 e Tinos fino al 1715.

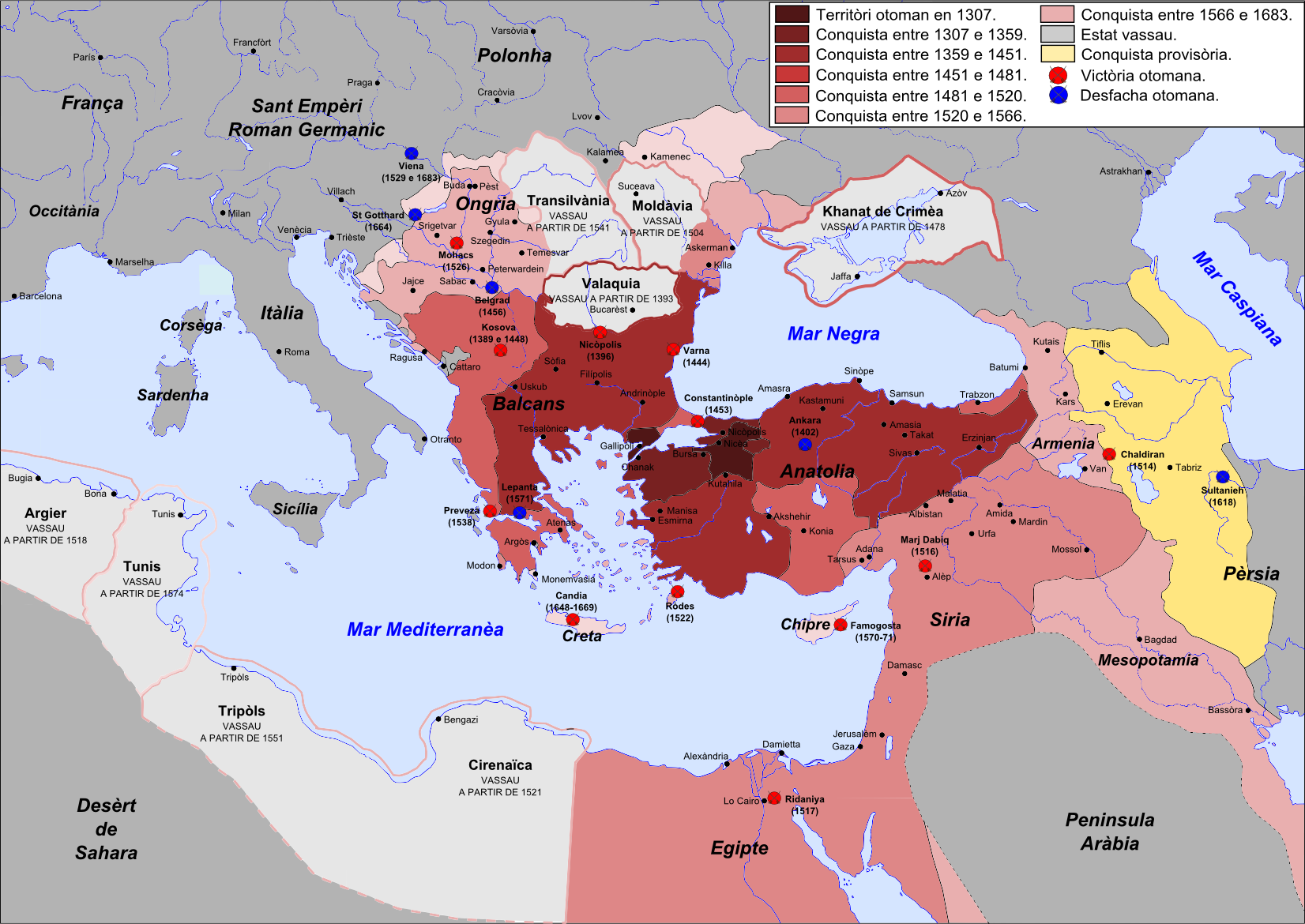
Una mappa dell'espansione territoriale dell'Impero Ottomano dal 1307 al 1683.

## Dominio Ottomano
Il consolidamento del dominio ottomano fu seguito da due distinte tendenze di migrazione greca. La prima ha comportato che intellettuali greci, come Basilios Bessarion, Giorgio Gemisto Pletone e Marco Musuro, migrassero in altre parti dell'Europa occidentale e influenzassero l'avvento del Rinascimento (sebbene la migrazione su larga scala dei greci in altre parti d'Europa, in particolare l'università italiana città, iniziò molto prima, in seguito alla presa di Costantinopoli da parte dei crociati). Questa tendenza ha avuto effetto anche sulla creazione della moderna diaspora greca.
La seconda vide i greci lasciare le pianure della penisola greca e stabilirsi sulle montagne, dove il paesaggio aspro rendeva difficile per gli ottomani stabilire una presenza militare o amministrativa.

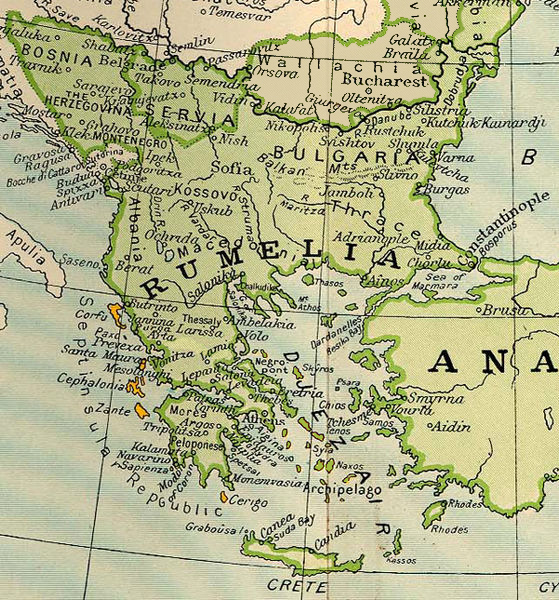
Mappa della "Rumelia" nel 1801. Quasi tutta la penisola balcanica era chiamata dagli Ottomani "terra dei romani"

### Amministrazione
Il Sultano sedeva all'apice del governo dell'Impero Ottomano. Sebbene avesse le caratteristiche di un sovrano assoluto, in realtà era vincolato dalla tradizione e dalle convenzioni. Queste restrizioni imposte dalla tradizione erano principalmente di natura religiosa. In effetti, il Corano era la principale restrizione al governo assoluto da parte del sultano e in questo modo il Corano fungeva da "costituzione".
Il dominio ottomano delle province era caratterizzato da due funzioni principali. Gli amministratori locali all'interno delle province dovevano mantenere uno stabilimento militare e riscuotere le tasse. Alla cavalleria del Sultano era assegnata terra, grandi o piccoli appezzamenti in base al grado del singolo cavaliere. A tutti i non musulmani era vietato montare a cavallo, il che rendeva viaggiare più difficile. Gli ottomani divisero la Grecia in sei sangiaccati, ciascuno governato da un Sanjakbey responsabile nei confronti del Sultano, che stabilì la sua capitale a Costantinopoli nel 1453.
La terra conquistata fu parcellizzata ai soldati ottomani, che la tennero come feudi (timar e ziamet) direttamente sotto l'autorità del Sultano. Questa terra non poteva essere venduta o ereditata, ma tornava in possesso del Sultano quando il detentore del feudo (timariot) moriva. Durante la loro vita avevano servito come cavalieri nell'esercito del Sultano, vivendo bene con i proventi delle loro proprietà con la terra coltivata in gran parte dai contadini. Molti timariot ottomani discendevano dalla nobiltà cristiana pre-ottomana e spostarono la loro fedeltà agli ottomani dopo la conquista dei Balcani. La conversione all'Islam non era un requisito e fino al XV secolo molti timarioti erano noti per essere cristiani, sebbene il loro numero fosse gradualmente diminuito nel tempo.
Gli ottomani installarono fondamentalmente questo sistema feudale proprio al di sopra del sistema esistente di proprietà contadina. I contadini rimasero in possesso della propria terra e il loro possesso sul loro appezzamento di terra rimase ereditario e inalienabile. Non fu mai imposto alcun servizio militare al contadino dal governo ottomano. A tutti i non musulmani era in teoria vietato portare armi, ma questo fu ignorato. Infatti, in regioni come Creta, quasi tutti gli uomini portavano armi.
Le famiglie cristiane greche erano, tuttavia, soggette a un sistema di brutale coscrizione forzata noto come devshirme. Gli ottomani richiedevano che i bambini maschi dei villaggi contadini cristiani fossero arruolati e arruolati nel corpo dei giannizzeri per l'addestramento militare nell'esercito del Sultano. Tale reclutamento era sporadico e la percentuale di bambini arruolati variava da regione a regione. La pratica terminò in gran parte entro la metà del XVII secolo.
Sotto il sistema di governo ottomano, la società greca era allo stesso tempo incoraggiata e limitata. Con una mano il regime turco concedeva privilegi e libertà ai suoi sudditi; con l'altro imponeva una tirannia derivante dalle pratiche scorrette del proprio personale amministrativo sul quale esercitava solo un controllo remoto e incompleto. In effetti i "rayah" furono calpestati ed esposti ai capricci dell'amministrazione turca e talvolta ai proprietari terrieri greci. Il termine rayah è venuto a denotare una popolazione svantaggiata, soggetta a tasse e socialmente inferiore.

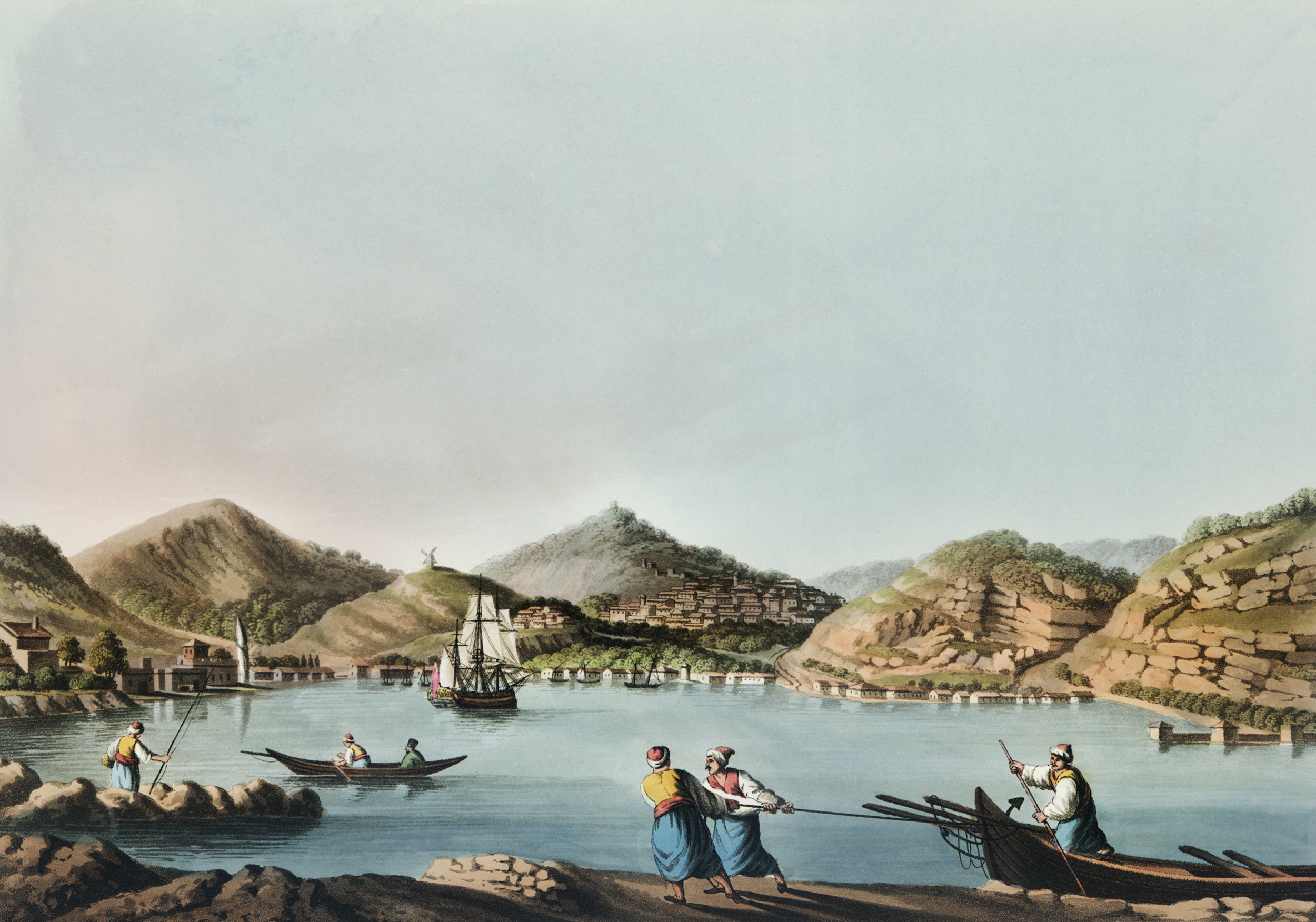
Porto occidentale dell'isola di Samo, dipinto da Luigi Mayer

### Economia
La situazione economica della maggior parte della Grecia si deteriorò pesantemente durante l'era ottomana del paese. La vita si è ruralizzata e militarizzata. Pesanti oneri fiscali furono posti sulla popolazione cristiana e molti greci furono ridotti all'agricoltura di sussistenza mentre durante le epoche precedenti la regione era stata fortemente sviluppata e urbanizzata. L'eccezione a questa regola era a Costantinopoli e nelle isole ioniche controllate dai veneziani, dove molti greci vivevano in prosperità.
Dopo il 1600 circa, gli ottomani ricorsero al governo militare in alcune parti della Grecia, che provocò ulteriore resistenza e portò anche alla dislocazione economica e all'accelerato declino della popolazione. Le proprietà terriere ottomane, precedentemente feudi detenuti direttamente dal Sultano, divennero proprietà ereditarie (Çiftlik), che potevano essere vendute o lasciate in eredità agli eredi. La nuova classe di proprietari terrieri ottomani ridusse alla servitù i contadini greci fino ad allora liberi, portando allo spopolamento delle pianure e alla fuga di molte persone sulle montagne, per sfuggire alla povertà.

L'emblema del Patriarcato ecumenico di Costantinopoli.

### Religione
Il Sultano considerava il Patriarca ecumenico della Chiesa greco-ortodossa come il leader di tutti gli ortodossi, greci o meno, all'interno dell'impero. Il Patriarca doveva rendere conto al Sultano del buon comportamento della popolazione ortodossa e in cambio gli furono conferiti ampi poteri sulle comunità ortodosse, compresi i popoli slavi non greci. Il Patriarca controllava le corti e le scuole, nonché la Chiesa, in tutte le comunità greche dell'impero. Ciò rese i sacerdoti ortodossi, insieme ai magnati locali, chiamati Prokritoi o Dimogerontes, i governanti effettivi delle città e dei paesi greci. Alcune città greche, come Atene e Rodi, mantennero l'autogoverno municipale, mentre altre furono poste sotto governatori ottomani. Diverse aree, come la penisola di Mani nel Peloponneso e parti di Creta (Sfakia) e dell'Epiro, rimasero praticamente indipendenti.
Durante le frequenti guerre ottomano-veneziane, i greci si schierarono con i veneziani contro gli ottomani, con poche eccezioni. Il Patriarcato di Costantinopoli in generale rimase fedele agli ottomani contro le minacce occidentali (come ad esempio durante la rivolta di Dionysios Skylosophos, ecc.). La Chiesa ortodossa ha contribuito notevolmente alla conservazione dell'eredità greca e l'adesione alla fede greco-ortodossa è diventata sempre più un segno della nazionalità greca.
Di norma, gli ottomani non richiedevano ai greci di diventare musulmani, sebbene molti lo facessero a livello superficiale per scongiurare le difficoltà socioeconomiche del dominio ottomano o a causa della presunta corruzione del clero greco. Le regioni della Grecia che avevano le maggiori concentrazioni di musulmani greci ottomani erano la Macedonia, in particolare le Vallaades, il vicino Epiro e Creta. Secondo la logica del miglio, i musulmani greci, nonostante conservassero spesso elementi della loro cultura e lingua greca, erano classificati semplicemente come "musulmani", sebbene la maggior parte dei cristiani greco-ortodossi li ritenesse "diventati turchi" e quindi li considerasse traditori della loro origine comunità etno-religiose.
Alcuni greci divennero nuovi martiri, come Sant'Efraim o San Demetrio mentre altri divennero cripto-cristiani per evitare pesanti tasse e allo stesso tempo esprimere la propria identità mantenendo i loro legami segreti con i greci Chiesa ortodossa. I cripto-cristiani hanno ufficialmente corso il rischio di essere uccisi se fossero stati sorpresi a praticare una religione non musulmana una volta convertiti all'Islam. C'erano anche esempi di greci della nobiltà teocratica o bizantina che abbracciavano l'Islam come Giovanni Tzelepes Comneno e Misac Paleologos Pascià.
Il trattamento dei sudditi cristiani variava notevolmente sotto il dominio dei sultani ottomani. Bayezid I, secondo uno storico bizantino, all'inizio del periodo ottomano ammise liberamente i cristiani nella sua società mentre cercava di far crescere il suo impero. In seguito, sebbene il sovrano turco abbia tentato di pacificare la popolazione locale con un ripristino dello stato di diritto in tempo di pace, la popolazione cristiana è stata anche soggetta a tasse speciali e al tributo dei bambini cristiani allo stato ottomano per nutrire i ranghi del corpo dei giannizzeri. Violente persecuzioni dei cristiani ebbero comunque luogo sotto il regno di Selim I (1512-1520), noto come Selim il Tristo, che tentò di eliminare il cristianesimo dall'impero ottomano. Selim ordinò la confisca di tutte le chiese cristiane e, sebbene questo ordine sia stato successivamente revocato, i cristiani furono pesantemente perseguitati durante la sua epoca.

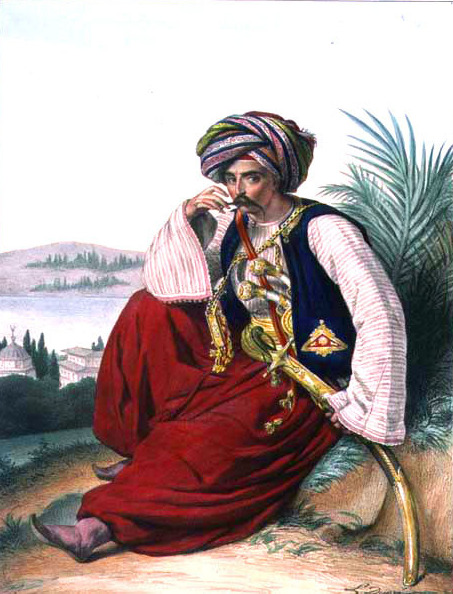
Un mamelucco greco musulmano ritratto da Louis Dupré (olio su tela, 1825)

### Tassazione e "l'omaggio dei figli"
I greci pagavano una tassa fondiaria e una pesante tassa sul commercio, quest'ultima approfittando dei ricchi greci per riempire le casse dello stato. Anche i greci, come altri cristiani, sono stati costretti a pagare la jizya, o tassa elettorale islamica che tutti i non musulmani nell'impero erano costretti a pagare al posto della Zakat che i musulmani devono pagare come parte dei 5 pilastri dell'Islam. Il mancato pagamento della jizya potrebbe far decadere il pegno di protezione della vita e della proprietà del cristiano, di fronte alle alternative della conversione, della riduzione in schiavitù o della morte.
Come nel resto dell'impero ottomano, i greci dovevano portare sempre con sé una ricevuta che certificava il pagamento della jizya o essere soggetti alla reclusione. La maggior parte dei greci non doveva servire nell'esercito del Sultano, ma i giovani che furono portati via e convertiti all'Islam furono costretti a prestare servizio nell'esercito ottomano. Inoltre, le ragazze sono state prese per servire come odalische negli harem.
Queste pratiche sono chiamate "omaggio dei bambini" (devshirmeh) (in greco παιδομάζωμα paidomazoma, che significa "raduno di bambini"), per cui ogni comunità cristiana doveva dare un figlio su cinque da crescere come musulmano e iscriversi al corpo di Giannizzeri, unità d'élite dell'esercito ottomano. C'era molta resistenza a questo. Ad esempio, il folklore greco racconta di madri che paralizzano i propri figli per evitare il loro rapimento. Tuttavia, l'ingresso nel corpo (accompagnato dalla conversione all'Islam) offriva ai ragazzi greci l'opportunità di avanzare fino alla posizione di governatore o persino di Gran Visir.
L'opposizione della popolazione greca alla tassazione o al paidomazoma ha avuto gravi conseguenze. Ad esempio, nel 1705 un funzionario ottomano fu inviato da Naoussa in Macedonia per cercare e arruolare nuovi giannizzeri e fu ucciso dai ribelli greci che resistettero al peso del devshirmeh. I ribelli furono successivamente decapitati e le loro teste mozzate furono mostrate nella città di Salonicco. In alcuni casi, si temeva molto poiché le famiglie greche avrebbero dovuto spesso rinunciare ai propri figli che si sarebbero convertiti e sarebbero tornati in seguito come loro oppressori. In altri casi, le famiglie hanno corrotto gli ufficiali per assicurarsi che i loro figli avessero una vita migliore come funzionari del governo.

### Influenza sulla tradizione
Dopo il XVI secolo, molte canzoni popolari greche (dimotika) furono prodotte e ispirate allo stile di vita del popolo greco, ai briganti e ai conflitti armati durante i secoli del dominio ottomano. Le canzoni cleftiche (in greco: Κλέφτικα τραγούδια), o ballate, sono un sottogenere del genere musicale popolare greco e sono tematicamente orientate alla vita dei Clefti. Conflitti importanti furono immortalati in diversi racconti e canzoni popolari, come la ballata epica To tragoudi tou Daskalogianni del 1786, sulla guerra di resistenza sotto Daskalogiannis.

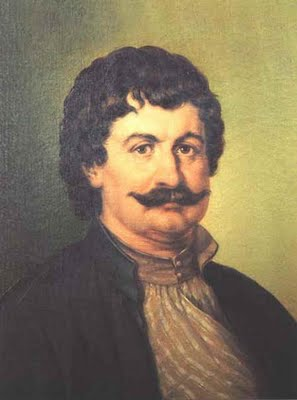
Rigas Feraios, intellettuale greco

## Nascita del nazionalismo greco
Nel corso del diciottesimo secolo le proprietà terriere ottomane, precedentemente feudi possedute direttamente dal Sultano, divennero proprietà ereditarie, che potevano essere vendute o lasciate in eredità agli eredi. La nuova classe di proprietari terrieri ottomani ridusse i contadini greci fino a quel momento liberi alla servitù, portando a un'ulteriore povertà e spopolamento nelle pianure.
D'altra parte, la posizione dei greci colti e privilegiati all'interno dell'Impero Ottomano migliorò notevolmente nel XVII e XVIII secolo. Dalla fine del 1600 i greci iniziarono a ricoprire alcune delle cariche più alte e importanti dello stato ottomano. I Fanarioti, una classe di ricchi greci che vivevano nel distretto Fener di Costantinopoli, divennero sempre più potenti. I loro viaggi nell'Europa occidentale come mercanti o diplomatici li misero in contatto con idee avanzate di liberalismo e nazionalismo, e fu tra i fanarioti che nacque il moderno movimento nazionalista greco. Molti mercanti e viaggiatori greci furono influenzati dalle idee della rivoluzione francese e una nuova era dell'Illuminismo greco fu iniziata all'inizio del XIX secolo in molte città e paesi greci governati dagli ottomani.
Il nazionalismo greco fu stimolato anche dagli agenti di Caterina la Grande, la sovrana ortodossa dell'Impero russo, che sperava di acquisire il territorio ottomano, inclusa la stessa Costantinopoli, incitando a una ribellione cristiana contro gli ottomani. Tuttavia, durante la guerra russo-ottomana scoppiata nel 1768, i greci non si ribellarono. Il Trattato di Kuchuk-Kainarji (1774) diede alla Russia il diritto di fare "rappresentanze" al Sultano in difesa dei suoi sudditi ortodossi, ei russi iniziarono a interferire regolarmente negli affari interni dell'Impero Ottomano. Questo, combinato con le nuove idee scatenate dalla Rivoluzione francese del 1789, iniziò a ricollegare i greci con il mondo esterno e portò allo sviluppo di un attivo movimento nazionalista, uno dei più progressisti dell'epoca.
La Grecia fu coinvolta marginalmente nelle guerre napoleoniche, ma un episodio ebbe conseguenze importanti. Quando i francesi sotto Napoleone Bonaparte conquistarono Venezia nel 1797, acquisirono anche le Isole Ionie, ponendo così fine al quattrocentesimo anno di dominio veneziano sulle Isole Ionie. Le isole furono elevate allo status di dipendenza francese chiamata Repubblica Septinsulare, che possedeva l'autonomia locale. Questa era la prima volta che i greci si autogovernavano dalla caduta di Trebisonda nel 1461. Tra coloro che ricoprirono cariche nelle isole c'era Giovanni Capodistria, destinato a diventare il primo capo di Stato della Grecia indipendente. Alla fine delle guerre napoleoniche nel 1815, la Grecia era riemersa dai suoi secoli di isolamento. Scrittori e artisti britannici e francesi iniziarono a visitare il paese e i ricchi europei iniziarono a collezionare antichità greche. Questi "filelleni" avrebbero dovuto svolgere un ruolo importante nella mobilitazione del sostegno all'indipendenza greca.

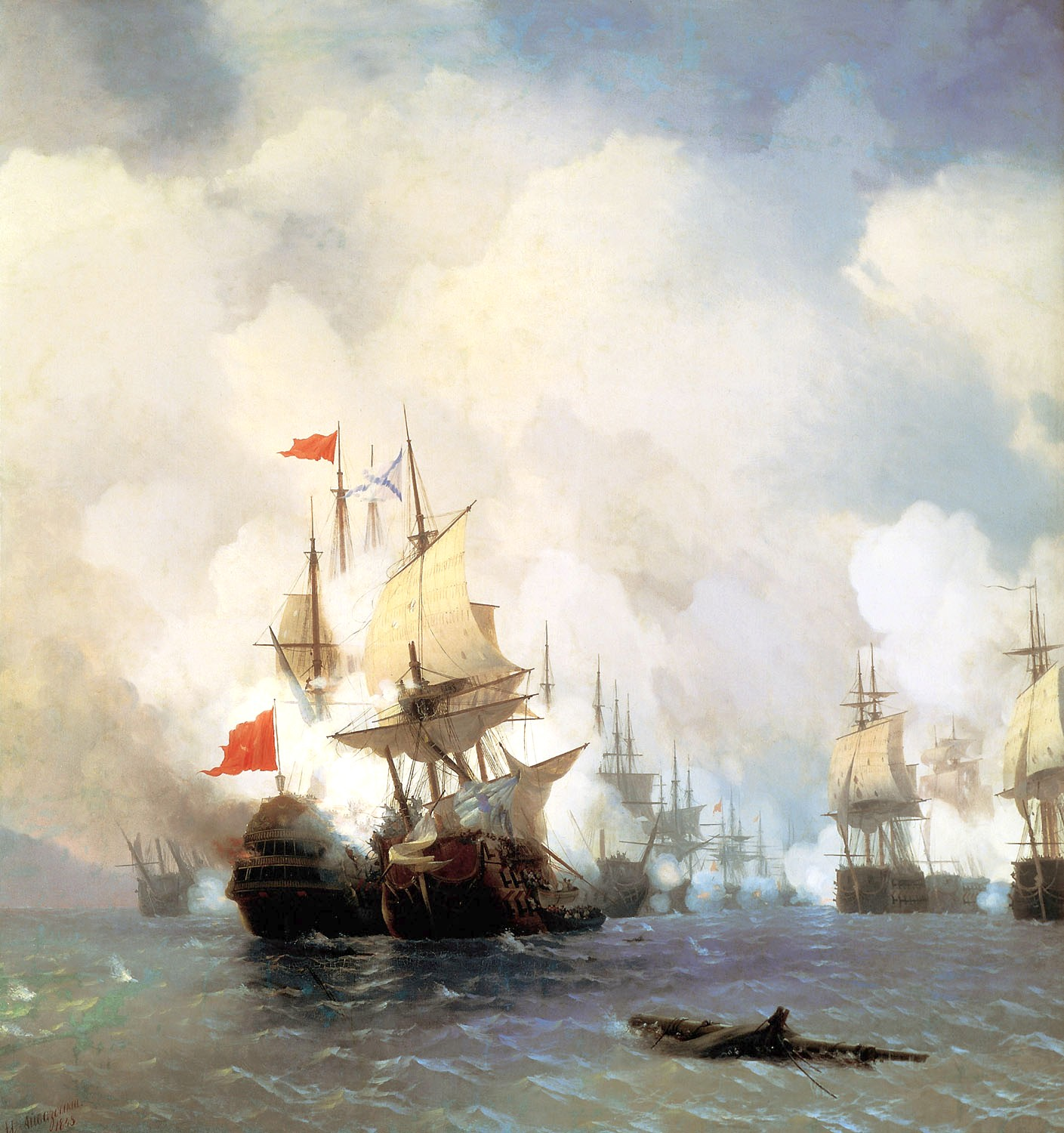
Battaglia di Chios, durante la rivolta di Orlov, di Ivan Aivazovsky (1848)

### Rivolte prima del 1821
I greci in vari luoghi della penisola greca a volte si sollevavano contro il dominio ottomano, principalmente approfittando delle guerre in cui si sarebbe impegnato l'impero ottomano. Quelle rivolte erano di portata e impatto misti. Durante la Guerra turco-veneziana (1463-1479), i fratelli Manioti Krokodeilos Kladas ed Epifani, guidavano bande di stratioti per conto di Venezia contro i turchi nel Peloponneso meridionale. Prendono possesso di Vardounia, di cui Epifani ha poi agito come governatore.
Prima e dopo la vittoria della Lega Santa nel 1571 nella battaglia di Lepanto scoppiarono una serie di conflitti nella penisola come in Epiro, Focide (registrata nella Cronaca di Galaxidi) e Peloponneso, guidati dai fratelli Melissinos e altri. Furono soppresse l'anno successivo. Rivolte a breve termine di livello locale si verificarono in tutta la regione, come quelle guidate dal metropolita Dionisio il Filosofo in Tessaglia (1600) e in Epiro (1611).
Durante la guerra di Creta (1645–1669), i Manioti avrebbero aiutato Francesco Morosini ei Veneziani nel Peloponneso. Gli irregolari greci aiutarono anche i veneziani durante la guerra di Morea nelle loro operazioni nel Mar Ionio e nel Peloponneso.
Una grande rivolta durante quel periodo fu la rivolta di Orlov (greco: Ορλωφικά) che ebbe luogo durante la guerra russo-turca (1768–1774) e scatenò disordini armati sia nella Grecia continentale che nelle isole. Nel 1778, una flotta greca di settanta navi assemblata da Lambros Katsonis che molestò gli squadroni turchi nel Mar Egeo, catturò l'isola di Kastelorizo e ingaggiò la flotta turca in battaglie navali fino al 1790.

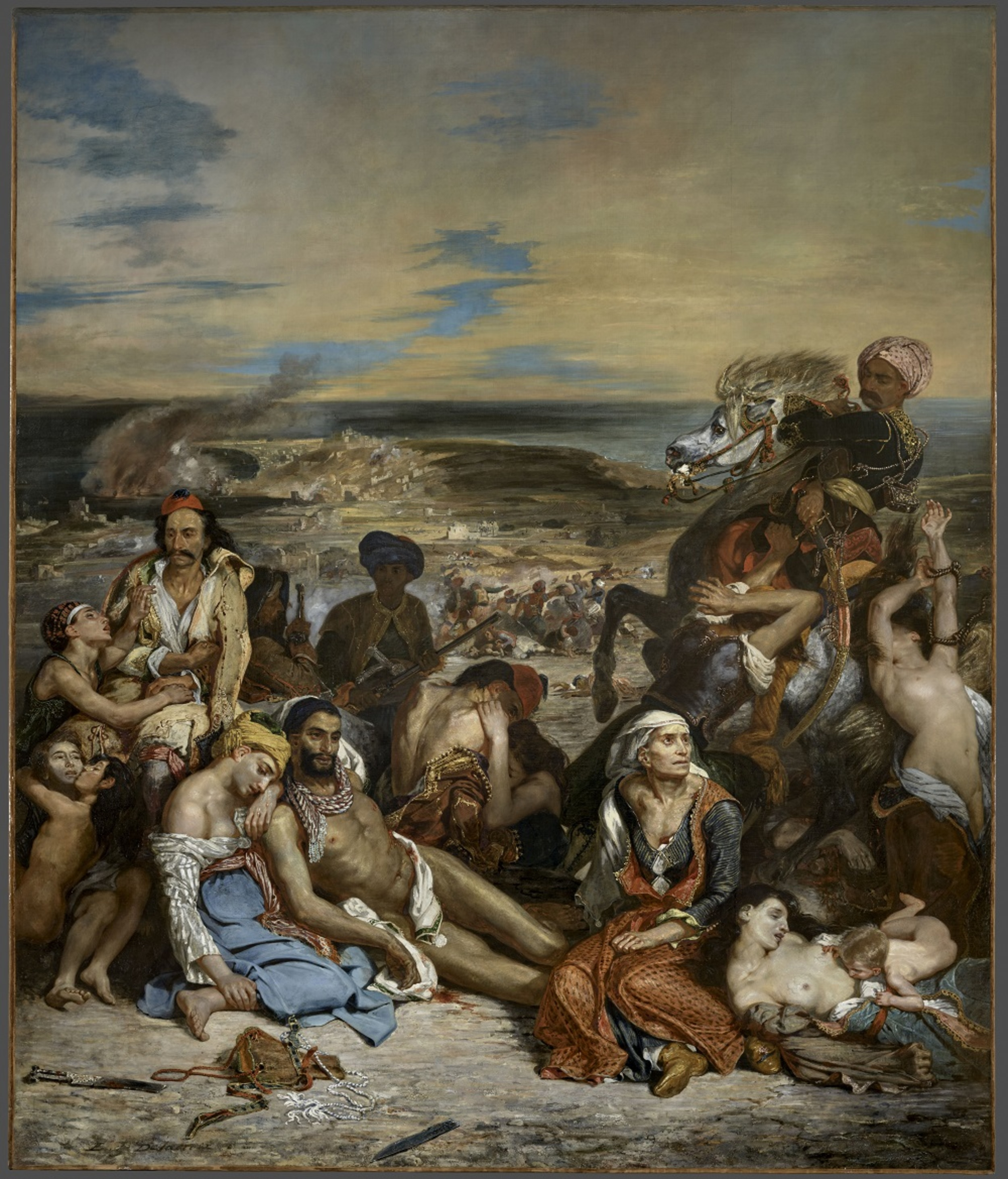
Il massacro di Scio (1824) di Eugène Delacroix.

### Guerra di indipendenza greca
Un'organizzazione nazionalista greca segreta chiamata Filiki Eteria fu costituita a Odessa nel 1814. I membri dell'organizzazione pianificarono una ribellione con il sostegno delle ricche comunità greche in esilio in Gran Bretagna e negli Stati Uniti. Hanno anche ottenuto il sostegno di simpatizzanti nell'Europa occidentale, nonché l'assistenza segreta dalla Russia. L'organizzazione si assicurò l'appoggio di Giovanni Capodistria, che divenne ministro degli Esteri russo dopo aver lasciato le Isole Ionie, come capo della prevista rivolta. Il 25 marzo 1821 il vescovo ortodosso Germanos di Patrasso proclamò una rivolta nazionale. Gli ottomani, per rappresaglia, orchestrarono il massacro di Costantinopoli del 1821 e simili pogrom a Smirne.
Furono pianificate rivolte simultanee in tutta la Grecia, comprese Macedonia, Creta e Cipro. Con il vantaggio iniziale della sorpresa, aiutati dall'inefficienza ottomana e dalla lotta degli ottomani contro Alì Pascià di Tepeleni, i greci riuscirono a conquistare il Peloponneso e alcune altre aree. Alcune delle prime azioni greche furono intraprese contro insediamenti ottomani disarmati, con circa il 40% dei residenti musulmani turchi e albanesi del Peloponneso uccisi sul colpo e il resto in fuga dall'area o deportato.
Gli ottomani si ripresero e si vendicarono a loro volta con ferocia, massacrando la popolazione greca di Chio e di altre città. Ciò ha funzionato a loro svantaggio provocando ulteriore simpatia per i greci in Gran Bretagna e Francia. I greci non furono in grado di stabilire un governo forte nelle aree che controllavano e iniziarono a combattere tra di loro. I combattimenti inconcludenti tra greci e ottomani continuarono fino al 1825 quando il Sultano inviò una potente flotta e un esercito che erano principalmente beduini e alcuni sudanesi dall'Egitto sotto Ibrāhīm Pascià per sopprimere la rivoluzione, promettendogli il governo del Peloponneso, tuttavia furono infine sconfitti nel Battaglia di Navarino nel 1827.
Le atrocità che accompagnarono questa spedizione, insieme alla simpatia suscitata dalla morte del poeta e capofila Lord Byron a Missolungi nel 1824, portarono infine le Grandi Potenze a intervenire. Nell'ottobre 1827, le flotte britannica, francese e russa, su iniziativa dei comandanti locali, ma con la tacita approvazione dei loro governi, distrussero la flotta ottomana nella battaglia di Navarino. Questo fu il momento decisivo della guerra d'indipendenza.
Nell'ottobre 1828, i francesi sbarcarono truppe nel Peloponneso per evacuarlo dall'esercito di Ibrahim, mentre la Russia era da aprile in guerra contro gli ottomani. Sotto la loro protezione, i greci poterono riorganizzarsi, formare un nuovo governo e sconfiggere gli ottomani nella battaglia di Petra, la battaglia finale della guerra. Avanzarono quindi per conquistare quanto più territorio possibile prima che le potenze occidentali imponessero un cessate il fuoco.
Una conferenza a Londra nel 1830 propose uno stato greco completamente indipendente. I confini finali furono definiti durante la Conferenza di Londra del 1832 con la frontiera settentrionale che andava da Arta a Volo e includeva solo l'Eubea e le Cicladi tra le isole. I greci erano delusi da queste frontiere ristrette, ma non erano in grado di resistere alla volontà di Gran Bretagna, Francia e Russia, che avevano contribuito in modo potente all'indipendenza greca. Con la Convenzione dell'11 maggio 1832, la Grecia fu finalmente riconosciuta come stato sovrano.
Capodistria, che era stato governatore della Grecia dal 1828, era stato assassinato dalla famiglia Mavromichalis nell'ottobre 1831. Per impedire ulteriori esperimenti con il governo repubblicano, le Grandi Potenze, in particolare la Russia, insistettero sul fatto che la Grecia dovesse essere una monarchia, e il principe Ottone fu scelto per essere il suo primo re.